# 米克豪森
米克豪森是德国巴伐利亚州的一个市镇。总面积15.89平方公里，总人口1359人，其中男性681人，女性678人（2011年12月31日），人口密度86人/平方公里。